# Диллард, Андре
Андре Диллард (англ. Andre Dillard; 3 октября 1995, Вудинвилл, Вашингтон) — профессиональный футболист, выступающий на позиции тэкла нападения в клубе НФЛ «Филадельфия Иглз». На студенческом уровне играл за команду университета штата Вашингтон. На драфте НФЛ 2019 года был выбран в первом раунде под общим двадцать вторым номером.

## Биография
Андре Диллард родился 3 октября 1995 года в Вудинвилле в штате Вашингтон. Там же он окончил старшую школу, играл за её футбольную команду. В выпускной год газета Seattle Times включила его в состав сборной звёзд региона. В рейтинге лучших игроков штата по версии ESPN Диллард занимал шестое место. После окончания школы он поступил в университет штата Вашингтон, в котором в 1980-х годах учился его отец. 

### Любительская карьера
Сезон 2014 года Диллард провёл в статусе освобождённого игрока, работая на тренировках, но не принимая участия в матчах. В турнире NCAA он дебютировал в 2015 году, сыграв три матча на позиции левого тэкла. С 2016 года он стал игроком стартового состава «Вашингтон Стейт Кугарс» на этой позиции. В сезонах 2017 и 2018 годов Диллард провёл по тринадцать матчей. По итогам последнего в карьере года он вошёл в сборную звёзд конференции Pac-12 и стал третьим тэклом в стране по оценкам сайта Pro Football Focus, пропустив всего один сэк в 677 пасовых розыгрышах.

### Профессиональная карьера
Перед драфтом НФЛ 2019 года аналитик сайта Bleacher Report Мэтт Миллер сильными сторонами Дилларда называл большой опыт игры на месте левого тэкла, уровень атлетизма, технику работы ног, умение читать игру. К недостаткам он относил недостаточную эффективность в выносном нападении, которое мало использовалось в его студенческой команде, необходимость адаптации к схемам блокирования, применяемым в НФЛ, а также ошибки в игре руками, которые могут приводить к нарушениям правил.
На драфте Диллард был выбран «Филадельфией» в первом раунде под общим двадцать вторым номером. В мае 2019 года он подписал с клубом контракт на общую сумму 12,3 млн долларов. В дебютном сезоне он сыграл в шестнадцати матчах регулярного чемпионата, выходя на поле на местах левого и правого тэкла. В четырёх играх Диллард заменял в стартового составе травмированного Джейсона Питерса. Перед стартом сезона 2020 года в клубе рассчитывали на него как на игрока основного состава, но в августе Диллард получил травму руки и перенёс операцию, выбыв из строя на длительный срок. Летом 2021 года он пропустил часть сборов из-за травмы колена и проиграл конкуренцию Джордану Маилате, но начал чемпионат в стартовом составе после травмы партнёра по команде.